# Theo Kreutzkamp
Theodor Kreutzkamp (* 1941) ist ein deutscher Mathematiker, Hochschullehrer und ehemaliger Rektor der Wissenschaftlichen Hochschule Hildesheim.
Theo Kreutzkamp studierte Mathematik und wurde 1969 an der Universität Stuttgart mit einer Arbeit über Orthogonale "Lückenpolynome" im endlichen und unendlichen Intervall promoviert.
Kreutzkamp folgte einem Ruf an die für das Lehramtsstudium zuständige damalige Wissenschaftliche Hochschule Hildesheim und leitete das Institut für angewandte Mathematik und Informatik. Von 1983 bis 1985 amtierte er als Rektor der Hochschule. Gemeinsam mit Heinz-Wilhelm Alten erreichte er, dass zum Wintersemester 1984/85 in Hildesheim ein Studiengang Informatik eingeführt wurde.
Seine Arbeitsgebiete waren insbesondere die Diskrete Mathematik, Kombinatorik und Optimierung.

## Publikationen
- mit W. Neunzig: Lineare Algebra. Stuttgart: Teubner 1975